# Sœurs Williams

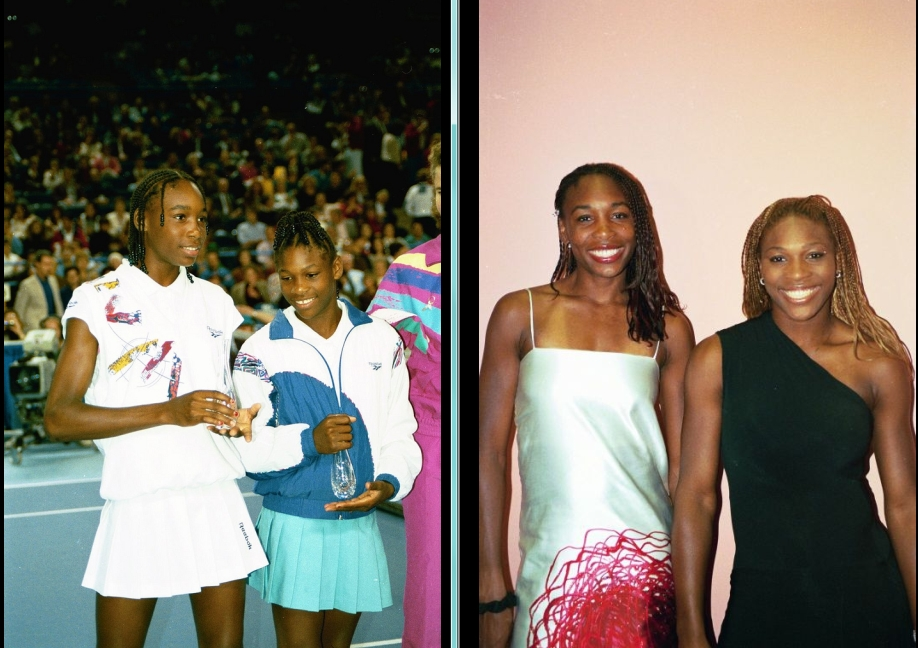
Les sœurs Williams, à gauche en 1993, à droite en 2001.

Les sœurs Williams désignent deux joueuses de tennis professionnelles américaines :
- Venus Williams (née en 1980) ;
- Serena Williams (née en 1981).

Elles ont toutes deux été entraînées par leur père Richard Williams.
L'expression « sœurs Williams » est notamment utilisées pour désigner leur association en double, puisqu'elles ont remporté vingt-deux titres ensemble sur le circuit principal, dont quatorze titres du Grand Chelem et trois titres olympiques. Elles n'ont perdu qu'une seule finale ensemble, à San Diego en 1999.

## Au cinéma
- La Méthode Williams (2021), film de Reinaldo Marcus Green